# Apolodoro de Atenas
Apolodoro de Atenas (em grego clássico: Ἀπολλόδωρος ὁ Ἀθηναῖος; romaniz.: Apollódoros ho Athēnaios; lit. "Apolodoro, o Ateniense"; c. 180 a.C. - 120 a.C.), filho de Asclepíades, foi um filósofo e gramático grego. Pupilo de Diógenes da Babilônia, Panécio, o Estoico e de Aristarco da Samotrácia, teria abandonado a cidade de Alexandria por volta de 146 a.C., trocando-a provavelmente por Pérgamo, até se fixar definitivamente em Atenas, onde redigiu suas obras, entre as quais uma cronologia em versos iâmbicos para o período da Guerra de Troia, em 144 a.C..
A compilação de mitos que lhe é atribuída, a Biblioteca, é na realidade uma obra bem posterior: a obra cita um autor romano, Castor o Analista, contemporâneo de Cícero (século I a.C.). O autor da Biblioteca é chamado, por convenção, de Pseudo-Apolodoro.

## Ligação externa
- Crônica, de Apolodoro, fragmentos, no site www.attalus.org